# Locus (rivista)
Locus (sottotitolo: The Magazine of the Science Fiction & Fantasy Field) è una rivista mensile statunitense dedicata alla narrativa di fantascienza e fantasy pubblicata dal 1968, a Oakland, California. Editore e direttore, dalla fondazione fino al 2009, anno in cui è deceduto, è stato Charles N. Brown.
La rivista contiene news, recensioni, interviste, reportage dalle convention del settore, liste di consigli di lettura, e dal 1971 assegna gli omonimi premi annuali, sulla base di sondaggi fra i propri lettori.
Ha vinto otto volte il Premio Hugo per la migliore fanzine, tra il 1971 e il 1983, e ventuno volte il Premio Hugo per la migliore rivista semiprofessionale, tra il 1984 e il 2008.

## Storia
La rivista Locus viene fondata nel 1968 da Charles N. Brown, Ed Meskys e Dave Vanderwerf con l'obbiettivo di promuovere l'offerta (alla fine riuscita) di ospitare la World Science Fiction Convention del 1971 a Boston, nel Massachusetts, che sarebbe stata successivamente confermata al St. Louiscon, Worldcon di St. Louis, nel Missouri nel 1969.
Con l'obbiettivo conseguito, Ed Meskys e Dave Vanderwerd (al quarto e undicesimo numero) lasciarono la rivista, mentre Brown, divertito dall'esperienza, decise di continuare le pubblicazioni come un cinefilo di fantascienza e un newszine fantasy supportato dalla prima moglie Marsha Brown che in quel periodo svolgerà il ruolo di co-editrice: in questo periodo le pubblicazioni si susseguono con uscite irregolari che vanno dal mensile al trimestrale.
Dopo il divorzio nel 1969 da Marsha, Charles si sposa con quella che sarà la sua futura co-editrice Dana Brown, che rimarrà fino al 1977, anno del divorzio.
Nel 1972 Charles si trasferisce nella San Francisco Bay Area, trasferendo l'anno successivo gli uffici della rivista, dove si trovano tuttora, presso la sua casa sulle colline di Oakland. Diviso tra lavoro e passione, continua a pubblicare con l'aiuto della moglie, fino al 1976 quando lascia suo lavoro di ingegnere nucleare per diventare un editore a tempo pieno.
Dopo il secondo divorzio, nel 1977, Charles diviene l'unico editore, assumendo il suo primo collaboratore.
Negli anni '90 Locus è stata stabilmente definita come la principale rivista di settore dell'editoria di genere fantascientifico e fantasy, con una quantità di recensioni senza precedenti, approfondite interviste agli autori, libri e copertura di conferenze sul genere, oltre a elenchi di tutti i libri delle categorie trattate pubblicati in lingua inglese.
Brown ha diretto Locus come editore e redattore capo per oltre 40 anni, dal 1968 fino alla sua morte avvenuta nel luglio del 2009 a New York all'età di 72 anni. Dopo la morte del fondatore, Locus ha annunciato che la rivista continuerà le sue operazioni, con il direttore esecutivo Liza Groen Trombi che succederà a Brown come redattore capo. La rivista e la Charles N. Brown Collection sono ora di proprietà della Locus Science Fiction Foundation, una società no profit.
Nel 2011 la rivista ha lanciato un'edizione digitale, mantenendo la stampa della rivista.
Nel gennaio 2016 Lois Tilton, recensionista della versione digitale di Locus ha annunciato le sue dimissioni, dichiarando che senza essere stata consultata o informata, i redattori della rivista hanno iniziato a cancellare materiale da lei recensito, considerato negativo, portandola alla scelta di dimettersi non potendo accettare di essere censurata.

## Premio Hugo
Negli anni '70 le pubblicazioni della rivista si stabilizzano, iniziando a mantenere regolarità nelle uscite; è in questo periodo che la rivista conosce il suo primo successo, aggiudicandosi nel 1971 il primo premio Hugo per la miglior rivista amatoriale.
Negli anni successivi, la rivista si aggiudicherà il premio in altre 8 occasioni, fino al 1984, quando ottiene il primo premio come rivista semiprofessionale. Dal 1984 al 1992 ottiene ininterrottamente il premio, per poi riceverlo nuovamente dal 1996 al 2004, dal 2006 al 2008 e nel 2012, ottenendo in totale 22 riconoscimenti e diventando di fatto la rivista semiprofessionale più premiata della storia degli Hugo Awards.
Nel 2012 il premio miglior rivista semiprofessionale è stato ridefinito per escludere tutte le riviste fantascientifiche indipendenti di piccole dimensioni definendole "pubblicazioni professionali" se avessero "(1) fornito almeno un quarto del reddito di una persona o, (2) se di proprietà o editato da qualsiasi soggetto che abbia fornito almeno un quarto del reddito di qualsiasi membro del suo personale e / o proprietario", includendo quindi Locus.
La rivista non può più essere nominata per competere con le riviste semiprofessionali, e, non esistendo più un premio Hugo "rivista professionale", categoria sostituita nel 1973, Locus incomincerà a competere per la categoria "miglior editore".

## Pubblicazioni
Locus Magazine viene presentato in formato 8 1/2 "x 11", simile all'A4, generalmente con una lunghezza compresa tra 60 e 88 pagine. Si occupa della pubblicazione di notizie di fantascienza, fantasy, horror e, nel campo dell'editoria per giovani adulti, con recensioni e inserzioni di nuovi libri, cortometraggi e riviste.
Locus pubblica:
- Notizie sulle storie di fantascienza, fantasy e horror
  - Articoli su editori, premi e conferenze, tra i quali le sezioni Il file di dati e Persone ed editoria (diritti venduti, libri venduti, libri rivenduti, libri consegnati, notizie editoriali, promozioni, notizie di persone e foto di vacanze, matrimoni e nascite) e necrologi.
- Interviste con scrittori noti e promettenti (e talvolta editor e artisti), normalmente due per numero.
- Recensioni di libri nuovi e future uscite, di solito 20-25 per numero, da critici di fantascienza come Gary K. Wolfe, Faren Miller, Nick Gevers, Jonathan Strahan, Adrienne Martini, Russell Letson, Gwenda Bond, Stefan Dziemanowicz, Carolyn Cushman, Karen Burnham e Richard Lupoff oltre a brevi recensioni di Gardner Dozois e Rich Horton.
- Una colonna di commento bimestrale di Cory Doctorow.
- Rapporti da tutto il mondo sulle scene di fantascienza e fantasy in vari paesi.
- Elenchi di libri e riviste statunitensi e britanniche, best seller pubblicati mensilmente, e opere in uscita pubblicati trimestralmente.
- Resoconti su convegni.
- Bilanci annuali, con ampi elenchi di letture raccomandate e sondaggi annuali.
- Lettere e annunci[2].